# Авганистан на Олимпијским играма
Авганистан се први пут појавио на Олимпијским играма 1936. године и од тада Авганистан је учествовао на већини Летњих олимпијских игара. На игре које су одржане 1976. се придружио бојкоту Новог Зеланда од стране афричких земаља а 1980. се придружио бојкоту московске олимпијаде који су предводиле САД.
На Зимске олимпијске игре Авганистан никада није слао своје представнике. Представници Авганистана, закључно са Олимпијским играма 2016. у Рио де Жанеироу, освојили се 2 бронзане олимпијске медаље.
Национални олимпијски комитет Авганистана (Afghanistan National Olympic Committee) је основан 1935. а признат од стране Међународног олимпијског комитета 1936. године.
Авганистан није слао своје спортисте на игре у Барселони 1992. а на игре у Атланти 1996. је послао само два представника. Боксер Мухамад Џавид Аман се није успео такмичити јер је закаснио на обавезно мерење. Једини преостали такмичар, маратонац Абдул Басир Васики, се повредио још пре трке али и поред тога је учествовао у трци и завршио је као задњи, храмљући једва прошао кроз циљ.
Током 1999. године Авганистану није било дозвољено да шаље своје представнике због политике дискриминације жена, док је Авганистан био под влашћу Талибана, и тиме је пропустио учешће на олимпијади 2000. године која се одржала у Сиднеју. После пада Талибанске власти 2002. године Авганистану је поново било дозвољено учешће на олимпијским играма, и Авганистан је на игре 2004. године послао пет представника. Међу овим такмичарима су биле и две жене, Рубина Муким Јар и Фриба Разаји, прве жене у историји Авганистана које су учествовале на играма уопште.
Авганистан је на игре 2008. године послао тим од четворо спортиста, који је укључивао три мушкарца и једну жену, Мехбобу Ахдјар. Мехбобу Ахдјар је чак добијала и претње смрћу због покушаја учествовања на играма. Међутим током припрема за Олипијске игре у Италији, Ахдјар је нешто више од месец дана пре почетка игара нестала из припремног кампа своје репреземнтације. Испоставило се да је Ахдјар побегла у Норвешку да би затражила азил и тако је пропустила да учествује на Олимијским играма.
Своји прву медаљу Авганистан је освојио 2008. године на играма у Пекингу. Бронзану медаљу у теквондоу је освојио Рохулах Никпаи.

## Медаље

### Учешће и освојене медаље на ЛОИ
| Учешће и освојене медаље Авганистана на ЛОИ |                            |                            |                            |                            |                            |                            |                            |                            |                            |                            |
| ЛОИ                                         | Носилац заставе            | Учешће                     | Муш.                       | Жене                       | спорт.                     | Злато                      | Сребро                     | Бронза                     | Укупно                     | Пласман                    |
| 1936. Берлин                                |                            | 15                         | 15                         | 0                          | 2                          | 0                          | 0                          | 0                          | 0                          | -                          |
| 1948. Лондон                                |                            | 25                         | 25                         | 0                          | 2                          | 0                          | 0                          | 0                          | 0                          | -                          |
| 1952. Хелсинки                              | Авганистан није учествовао | Авганистан није учествовао | Авганистан није учествовао | Авганистан није учествовао | Авганистан није учествовао | Авганистан није учествовао | Авганистан није учествовао | Авганистан није учествовао | Авганистан није учествовао | Авганистан није учествовао |
| 1956. Мелбурн и Стокхолм                    |                            | 12                         | 12                         | 0                          | 1                          | 0                          | 0                          | 0                          | 0                          | -                          |
| 1960. Рим                                   |                            | 12                         | 12                         | 0                          | 2                          | 0                          | 0                          | 0                          | 0                          | -                          |
| 1964. Токио                                 |                            | 8                          | 8                          | 0                          | 1                          | 0                          | 0                          | 0                          | 0                          | -                          |
| 1968. Мексико Сити                          |                            | 5                          | 5                          | 0                          | 1                          | 0                          | 0                          | 0                          | 0                          | -                          |
| 1972. Минхен                                | Ghulam Dastagir            | 8                          | 8                          | 0                          | 1                          | 0                          | 0                          | 0                          | 0                          | -                          |
| 1976. Монтреал                              | Авганистан није учествовао | Авганистан није учествовао | Авганистан није учествовао | Авганистан није учествовао | Авганистан није учествовао | Авганистан није учествовао | Авганистан није учествовао | Авганистан није учествовао | Авганистан није учествовао | Авганистан није учествовао |
| 1980. Москва                                |                            | 11                         | 11                         | 0                          | 2                          | 0                          | 0                          | 0                          | 0                          | -                          |
| 1984. Лос Анђелес                           | Авганистан није учествовао | Авганистан није учествовао | Авганистан није учествовао | Авганистан није учествовао | Авганистан није учествовао | Авганистан није учествовао | Авганистан није учествовао | Авганистан није учествовао | Авганистан није учествовао | Авганистан није учествовао |
| 1988. Сеул                                  |                            | 5                          | 5                          | 0                          | 1                          | 0                          | 0                          | 0                          | 0                          | -                          |
| 1992. Барселона                             | Авганистан није учествовао | Авганистан није учествовао | Авганистан није учествовао | Авганистан није учествовао | Авганистан није учествовао | Авганистан није учествовао | Авганистан није учествовао | Авганистан није учествовао | Авганистан није учествовао | Авганистан није учествовао |
| 1996. Атланта                               | Мухамед Аман               | 2                          | 2                          | 0                          | 1                          | 0                          | 0                          | 0                          | 0                          | -                          |
| 2000. Сиднеј                                | Авганистан није учествовао | Авганистан није учествовао | Авганистан није учествовао | Авганистан није учествовао | Авганистан није учествовао | Авганистан није учествовао | Авганистан није учествовао | Авганистан није учествовао | Авганистан није учествовао | Авганистан није учествовао |
| 2004. Атина                                 | Nina Suratger              | 5                          | 3                          | 2                          | 4                          | 0                          | 0                          | 0                          | 0                          | -                          |
| 2008. Пекинг                                | Nesar Ahmad Bahave         | 4                          | 3                          | 1                          | 2                          | 0                          | 0                          | 1                          | 1                          | 80                         |
| 2012. Лондон                                | Nesar Ahmad Bahave         | 6                          | 5                          | 1                          | 4                          | 0                          | 0                          | 1                          | 1                          | =79                        |
| 2016. Рио де Женеиро                        | Мухамед Тофик Бакши        | 3                          | 2                          | 1                          | 2                          | 0                          | 0                          | 0                          | 0                          | -                          |
| 2020. Токио                                 |                            |                            |                            |                            |                            |                            |                            |                            |                            |                            |
| 2024. Париз                                 |                            |                            |                            |                            |                            |                            |                            |                            |                            |                            |
| 2028. Лос Анђелес                           | предстојећи догађај        |                            |                            |                            |                            |                            |                            |                            |                            |                            |
| 2032. Бризбејн                              | предстојећи догађај        |                            |                            |                            |                            |                            |                            |                            |                            |                            |
| Укупно 14 (18)                              |                            | 121                        | 116                        | 5                          |                            | 0                          | 0                          | 2                          | 2                          |                            |

### Преглед учешћа спортиста и освојених медаља Авганистана по спортовима на ЛОИ
Стање после ЛОИ 2012.
| Спорт          | Период | Период   | Укупно | Мушки | Жене |   |   |   |   |
| Спорт          | Прво   | Последње | Укупно | Мушки | Жене |   |   |   |   |
| -------------- | ------ | -------- | ------ | ----- | ---- | - | - | - | - |
| Атлетика       | 1936   | 2016     | 14     | 11    | 3    | 0 | 0 | 0 | 0 |
| Бокс           | 1980.  | 2012     | 5      | 5     | 0    | 0 | 0 | 0 | 0 |
| Рвање          | 1960   | 2004     | 35     | 35    | 0    | 0 | 0 | 0 | 0 |
| Теквондо       | 2008   | 2012     | 3      | 3     | 0    | 0 | 0 | 2 | 2 |
| Фудбал         | 1948   | 1948.    | 11     | 11    | 0    | 0 | 0 | 0 | 0 |
| Хокеј на трави | 1936.  | 1956.    | 33     | 33    | 0    | 0 | 0 | 0 | 0 |
| Џудо           | 2004.  | 2016     | 3      | 2     | 1    | 0 | 0 | 0 | 0 |
| Укупно (17)    |        |          | 104    | 100   | 4    | 0 | 0 | 2 | 2 |

Разлика у горње две табеле од 17 учесника (16 мушкараца и 1 жена) настала је у овој табели јер је сваки спортиста без обриза колико је пута учествовао на играма и у колико разних дисциплина и спортова на истим играма рачунат само једном.

### Освајачи медаља на ЛОИ
| Бр. | Медаља | Име           | Игре         | Спорт    | Дисциплина |
| --- | ------ | ------------- | ------------ | -------- | ---------- |
| 1.  | Бронза | Рохула Никпај | 2008. Пекинг | Теквондо | - 58 кг.   |
| 2.  | Бронза | Рохула Никпај | 2012. Лондон | Теквондо | - 68 кг.   |

## Занимљивости
- Најмлађи учесник: Мохамед Асиф Шазада, 17 година и 146 дана Берлин 1936. хокеј на трави
- Најстарији учесник: Амир Јан Калубдер, 35 година и 286 дана Рим 1960. рвање
- Највише учешћа: 3 Муамер Ибрахими (1964, 1968, 1972) и Масуд Азизи (2004, 2008, 2012)
- Највише медаља: Рохулах Никпаји 2 (2 бронзе)
- Прва медаља: Рохулах Никпаји
- Прво злато: -
- Најбољи пласман на ЛОИ: =79 (2012)
- Најбољи пласман на ЗОИ: -